# Helena Normanton
Helena Florence Normanton, QC (14 décembre 1882 – 14 octobre 1957) est la première femme ayant exercé au barreau en Angleterre. Féministe et suffragette, elle milite pour les droits des femmes. Alors qu'elle se marie en 1921, elle fait le choix de garder son nom de famille et de ne pas prendre celui de son mari, devenant la première femme mariée britannique à avoir son nom de naissance inscrit sur son passeport lors du renouvellement de celui-ci en 1924.

## Biographie

### Jeunesse
Helena Normanton est née à Londres le 14 décembre 1882. Quatre ans après sa naissance, son père, un facteur spécialisé dans les pianos, est retrouvé mort dans un tunnel du métro. Sa mère commença à louer les chambres de la maison familiale avant de déménager à Brighton dans le sud de l'Angleterre où elle ouvre une épicerie puis un pensionnat.
Elle décroche une bourse d'études à la Vandearn School de Brighton avant de suivre des cours pour devenir institutrice à la Edge Hill Teacher Training College à Liverpool de 1903 à 1905.
Elle assiste à des cours d'histoire moderne à l'University of London comme étudiante externe, elle sort diplômée avec un first-class honours, elle obtient le Scottish Secondary Teachers' Diploma ainsi qu'un diplôme en langue, littérature et histoire à l'Université de Dijon. Elle donne des cours d'histoire à l'Université de Glasgow ainsi qu'à l'Université de Londres avant de s'intéresser au féminisme, donnant des conférences et écrivant des livres. Elle donne des conférences durant les meetings de la Women's Freedom League, supportant l'Indian national Congress.

### Carrière dans le droit
Depuis le plus jeune âge, Helena Normanton nourrit l'ambition de devenir barrister. Elle tente d'entrer à la Middle Temple en 1918 mais est recalée. Elle lance une pétition à la Chambre des Lords. Le 24 décembre 1919, le Sex Disqualification Removal Act 1919 est voté, elle postule une seconde fois à la Middle Temple et est acceptée,. Elle se marie avec Gavin Bowman Watson Clark en 1921 mais ne prend pas son nom pour des raisons professionnelles, trois ans plus tard elle est la première femme britannique à recevoir un passeport avec son nom de jeune fille dessus.
Le 17 novembre 1922, peu après Ivy Williams, elle devient la seconde femme à être appelée au barreau. Elle devient la première femme à obtenir un divorce pour un client, la première femme à être procureur en chef lors d'un procès pour meurtre, la première femme à participer à un procès aux États-Unis ainsi que de pratiquer à la Haute Cour de Justice et à l'Old Bailey.
En 1949, elle est nommée, avec sa consœur Rose Heilbron, Conseiller du roi au barreau d'Angleterre.

### Féminisme
Elle est une militante pour les droits des femmes et de l'ouverture du suffrage universel aux femmes, elle pense que les femmes ont le droit d'avoir de l'argent pour elles et de pouvoir l'utiliser à leur guise sans avoir à demander à leur époux. Elle est également une pacifiste et rejoint la Campagne pour le désarmement nucléaire.
Dix ans après le Sex Disqualification Removal Act 1919, Normanton est présente au congrès annuel de la Women's Engineering Society en juillet 1929 au côté de Winifred Cullis, première femme ayant une chaire universitaire dans une école de médecine, et Edna Mosely, architecte. Durant son discours, Normanton fait remarquer qu'elles sont "presque une centaine de femmes avocates dans le pays dont la plupart possédant des diplômes prestigieux, elle ne croit pas au boycott des professions masculines, mais que les femmes doivent au moins être intégrées dans la sphère d'action. Il y avait un désaccord quant à la possibilité de la femme de faire tel ou tel métier... Elles pouvaient devenir ingénieures mais ne pouvaient officier à l'église; Elles ne pouvaient pas pénétrer la porte sacrée de la Bourse ou la Chambre des Lords; elles pouvaient devenir Ministre mais pas Ambassadrice. Si chaque femme devait rester derrière l'endroit où ses capacités la positionnaient, toute la condition féminine se voyait rabaissée.(“nearly a hundred women solicitors in this country and most of them have brilliant qualifications; she did not believe in any boycott of men in professions, but the women ought at least to be brought into the sphere of action. There was a general muddle as present in regard to the position of women…They might become engineers but not minsters of the Church; they might not enter the sacred portals of the Stock Exchange nor the House of Lords; they could become a Cabinet Minister but not an Ambassador. While any woman was held back from the position to which her talents drew her, the whole of womanhood was lowered”.)
Elle est la conseillère légale honoraire pour la Women's Engineering Society de 1936 à 1954.
Elle milite pour obtenir des réformes sur le divorce, devenant présidente de la Married Women's Association jusqu'en 1952, quand les autres officiels démissionnèrent après qu'elle rendit un mémo devant la commission royale sur le divorce qu'ils jugèrent "anti-homme". Normanton ne se résigne pas et fonde un mouvement dissident, le Conseil des Femmes Mariées.
Elle fonde la Magna Carta Society, démontrant jusqu'à la fin de sa vie son pacifisme et son militantisme contre l'arme nucléaire après la Seconde Guerre mondiale.

### Décès
Helena Normanton décède le 14 octobre 1957. Elle est incinérée avant d'être enterrée avec son époux au cimetière de l'église d'Ovingdean dans le Sussex.

## Postérité
Le 1er février 2019, 218 Strand Chambers, une chambre de Barrister, se renomme Normanton Chambers cent ans après son admission à Middle Temple devenant la première femme donnant son nom à une chambre d'instance. 